# De grootdoener
Tom Poes en de grootdoener of kortweg De grootdoener is het 105de verhaal uit de Bommelsaga, geschreven en getekend door Marten Toonder. Het verhaal verscheen voor het eerst op 9 december 1963 en liep tot 19 maart 1964. Het thema is de afstelling van een robot.

## Samenvatting
Professor Sickbock gaat het niet voor de wind. Zijn proeven blijven mislukken en hij is nu vervallen tot bittere armoede.  In zijn bouwvallige schaapskooi  krijgt hij bezoek van de knopenmaker Pastuiven Verkwil, die vindt dat hij het niet kan helpen dat hij klein is.  Om zijn ego wat op te vijzelen laat die de aan lager wal geraakte wetenschapper een robot fabriceren, die alleen maar naar Pastuiven luisteren zal  en  zal doen wat zijn eigenaar zegt. De professor neemt de opdracht tegen contant geld aan om met het overblijvende geld zijn huidige onderzoek, de correlatie van de panotropen, te kunnen bestuderen.  Wanneer het apparaat klaar is, hoeft het alleen nog op Verkwil afgestemd te worden, maar wanneer Sickbock even een boodschap gaat doen om een onsje gist in te slaan komt heer Ollie toevallig even schuilen voor een onweersbui. Als de bliksem in de armzalige hut slaat, raakt de robot voortijdig geactiveerd en daarbij afgesteld op de schuilende heer. Zelf holt heer Bommel de schaapskooi weer uit en loopt Pastuiven Verkwil onbedoeld tegen de vlakte.
De knopenfabrikant is natuurlijk woedend en draagt Sickbock op om de robot te achterhalen, maar die houdt zich liever bezig met zijn panotropencultuur. Na aanvankelijke angst voor de robot ziet heer Bommel  bovendien wel wat in het ding en hij laat hem wat eenvoudige werkzaamheden uitvoeren. Deze lopen echter nauwelijks goed af, want het grote probleem van de robot is immers dat hij alles sterk overdrijft. Uiteindelijk wordt de robot niet vernietigd, maar zelfs de professor erkent zijn mislukking.

### Achtergrond/ Trivia
- Panotropen lijken wederom een door Toonder verzonnen term, want er is bijna niets over te vinden. De term komt wel voor in een boek over sciencefiction verhalen tussen 1948 en 1963. Wellicht was dat de inspiratie.[4]
- In het verhaal Panda en de meester-knutselaar komen ook robots voor die overdrijven.
- Dit is een van de verhalen waar professor Sickbock geen kwade bedoelingen heeft.